# Hemicorythoderus vaneyeni
Hemicorythoderus vaneyeni is een keversoort uit de familie bladsprietkevers (Scarabaeidae). De wetenschappelijke naam van de soort is voor het eerst geldig gepubliceerd in 1947 door Paulian.